# Куніцин Сергій Володимирович
Сергій Володимирович Куніцин (нар. 27 липня 1960, смт Бекдаш, Красноводський район, Туркменська РСР) — український політик. Радник Президента України (з 24 червня 2014). Голова Всеукраїнської асоціації ветеранів Афганістану та АТО (ВАсВААТО). Колишній голова Севастопольської міської державної адміністрації, колишній голова уряду Автономної Республіки Крим, колишній представник президента України в Автономній республіці Крим. Депутат Верховної ради Автономної Республіки Крим в 1998–2012 роках.

## Освіта
- Сімферопольська філія Дніпропетровського інженерно-будівельного інституту (1977–1982), інженер-будівельник-технолог, «Виробництво будівельних виробів і конструкцій».
- Таврійський національний університет імені В. І. Вернадського (2001–2004).
- Доктор економічних наук (2013).

## Трудова діяльність

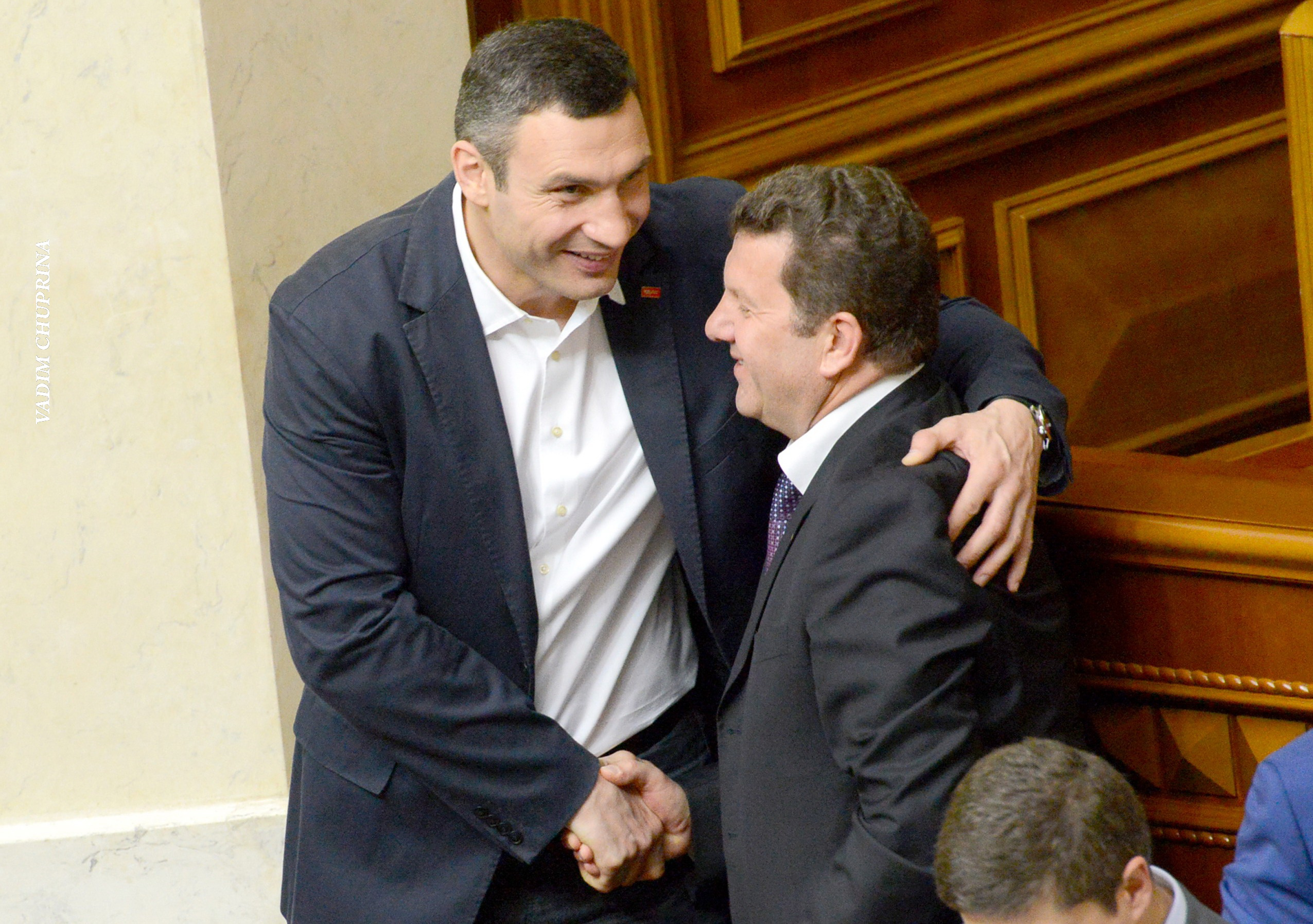
Кличко Віталій та Куніцин Сергій. ВЕРХОВНА РАДА УКРАЇНИ, 2013

- Кличко Віталій та Куніцин Сергій. ВЕРХОВНА РАДА УКРАЇНИ, 2013Липень — серпень 1982 — трубоукладальник ПМК-40 тресту «Перекопхімбуд», місто Красноперекопськ.
- Вересень 1982 — квітень 1983 — майстер, заступник начальника цеху Тюменського домобудівного комбінат.
- Травень 1983 — серпень 1984 — служба в армії (Афганістан).
- Вересень — жовтень 1984 — перебуває на перепідготовці офіцерів запасу.
- Січень — квітень 1985 — інженер-технолог цеху заводу залізобетонних виробів управління «Кримканалбуд».
- Травень 1985 — липень 1989 — начальник цеху, головний інженер Красноперекопського заводу залізобетонних виробів.
- Серпень 1989 — березень 1990 — інструктор ідеологічного відділу Красноперекопського міськкому КПУ.
- Квітень 1990 — травень 1998 — голова Красноперекопської міськради народних депутатів і виконкому.
- З листопада 1994 — керівник організаційної групи зі створення Перекопської вільної економічної зони.
- Червень 1995 — грудень 2001 — голова Адміністрації Північно-кримської експериментальної економічної зони «Сиваш».
- 27 травня 1998 — 24 липня 2001 — голова Ради міністрів Автономної Республіки Крим.
- Липень 2001–2002 — радник Президента України[3].
- 29 квітня 2002 — 21 квітня 2005 — голова Ради міністрів Автономної Республіки Крим.
- 1 червня 2006 — 6 квітня 2010 — голова Севастопольської міськдержадміністрації[4][5].
- 6 квітня — 13 жовтня 2010 — Постійний Представник Президента України в Автономній Республіці Крим.

Член Ради національної безпеки і оборони України (травень — вересень 2007).
Радник Прем'єр-міністра України на громадських засадах (вересень 1997 — грудень 1999), радник Президента України (поза штатом) (квітень 2005 — жовтень 2006).
Депутат Верховної Ради Автономної Республіки Крим (березень 2002 — квітень 2005), керівник групи «Крим» (з травня 2005), депутат Верховної Ради Автономної Республіки Крим від «Блоку Куніцина» (2006–2010), голова групи «Крим»; депутат Верховної Ради Автономної Республіки Крим (2010–2012).
Голова Партії Союз на підтримку Республіки Крим (грудень 1993–1997). Член Політради НДП (з лютого 1996); голова Кримської регіональної організації НДП (до червня 2008); перший заступник голови НДП (березень 2005 — травень 2006); голова Кримської регіональної організації партії «Єдиний центр» (червень 2008 — травень 2009).
Президент Федерації футболу Криму (з липня 2003).
Із 2004 року стає Головою Всеукраїнської асоціації ветеранів Афганістану та АТО (ВАсВААТО)
Президент спортклубу «Таврія» (з 2005).
Президент Асоціації вільних економічних зон України.
Заступник представника України в Палаті регіонів Конгресу місцевих і регіональних влад Ради Європи на 2006–2007 роки.
27 лютого 2014 — 26 березня 2014 року — постійний представник Президента України в Автономній Республіці Крим..
24 червня 2014 року призначений Радником Президента України Петра Порошенка (поза штатом).
Голова Консультативної ради у справах ветеранів війни, сімей загиблих (померлих) захисників України.

## Парламентська діяльність
Народний депутат України 12(1)-го скликання з березня 1990 (1-й тур) до квітня 1994, Красноперекопський виборчій округ № 247, Республіка Крим. Член Комісії з питань діяльності рад народних депутатів, розвитку місцевого самоврядування.
Народний депутат України 7-го скликання з грудня 2012 від ПП «УДАР (Український демократичний альянс за реформи) Віталія Кличка».
2014 р. обраний Народним депутатом України VIII скликання по загальнодержавному багатомандатному округу партія «БЛОК ПЕТРА ПОРОШЕНКА», номер у списку 68.
- Дата набуття депутатських повноважень 4 грудня 2014 р.
- Член депутатської фракції «Блок Петра Порошенка».
- Заступник голови Комітету, голова підкомітету з питань державної політики у сфері соціального захисту громадян Комітету Верховної Ради України з питань соціальної політики, зайнятості та пенсійного забезпечення.

## Сім'я
Дружина Юлія Сергіївна (1982); дочка Наталія (1986); син Олексій (1991).

## Нагороди та звання
Заслужений економіст України (січень 2009).
Медалі: «За бойові заслуги» (1985), «70 років Збройних Сил СРСР», «Від вдячного афганського народу».
Грамота Президії Верховної Ради СРСР.
Знак «Воїн-інтернаціоналіст».
Орден «За заслуги» III (вересень 1999), II (лютий 2004), I ступенів (лютий 2007).
Медаль «Захиснику Вітчизни»
Почесна грамота Кабінету Міністрів України (липень 2001).
Орден Святого Станіслава (2000).
Лауреат Державної премії України в галузі науки і техніки (1999; «Розробка теоретичних основ технології і обладнання виробництва кальцинованої соди і створення промислового комплексу Кримського содового заводу»).
22 січня 2014 року відмовився прийняти нагороду — орден князя Ярослава Мудрого V ступеня, протестуючи проти загибелі п'яти людей того дня на вулиці Грушевського в Києві.
Орден князя Ярослава Мудрого IV ст. (21 серпня 2015) — за значний особистий внесок у державне будівництво, консолідацію українського суспільства, соціально-економічний, науково-технічний, культурно-освітній розвиток України, активну громадську діяльність, вагомі трудові здобутки та високий професіоналізм
Відзнака МВС України «Закон і честь» (2003)
Державний службовець 1-го рангу (серпень 2001).
Почесна грамота Верховної Ради України (2016).
«Заслужений працівник фізичної культури і спорту Автономної Республіки Крим»